# SBB Ee 6/6 II
Die Ee 6/6 II, auch als Ee 6/6 II oder Ee 961 (TSI-Nummer) bezeichnet, waren elektrische Rangierlokomotiven der Schweizerischen Bundesbahnen (SBB) mit der Achsfolge Co’Co’.
Die zehn Lokomotiven sind die zweite Lokserie der SBB mit Umrichterantrieb und wurden 1980 für den Ablaufbergdienst in den Rangierbahnhöfen abgeliefert. Dort ersetzten sie die Rangierausführung der Ce 6/8 II («Krokodil»), die noch bis 1986 als Reserve-Rangierlokomotiven aufbewahrt wurden. Hersteller waren Schweizerische Lokomotiv- und Maschinenfabrik (SLM) für den mechanischen Teil und die damalige BBC für den elektrischen Teil. Sie erhielten die Fabriknummern 5135–5144 von der SLM.
Für den Lokaustausch führten die Fahrzeuge auch schon Güterzüge, beispielsweise zwischen Buchs SG und Zürich.
Seit Frühjahr 2021 sind alle Lokomotiven des Typs ausser Betrieb und wurden zum Teil auch schon verschrottet.

## Betrieb
Die zehn Lokomotiven wurden im Laufe des Jahres 1980 abgeliefert. Eingesetzt wurden sie im Rangierbahnhof Limmattal, Altstetten, Winterthur, Schaffhausen, Buchs SG, Lausanne, Biel und St. Triphon.
Die Lokomotiven waren in den Depots Zürich, Rorschach, Winterthur und Lausanne zugeteilt.
| Lokomotivnummer Original | TSI-Nummer         | Ablieferung   | Ausserbetriebnahme |
| ------------------------ | ------------------ | ------------- | ------------------ |
| 16811                    | Ee 97 85 1 961 811 | 11. Dez. 1980 | Jan. 2012          |
| 16812                    | Ee 97 85 1 961 812 | 18. Apr. 1980 | Jan. 2014          |
| 16813                    | Ee 97 85 1 961 813 | 28. Mai 1980  | März 2015          |
| 16814                    | Ee 97 85 1 961 814 | 17. Juni 1980 | Juli 2020          |
| 16815                    | Ee 97 85 1 961 815 | 25. März 1980 | März 2020          |
| 16816                    | Ee 97 85 1 961 816 | 19. Aug. 1980 | Juli 2020          |
| 16817                    | Ee 97 85 1 961 817 | 17. Juli 1980 | Juli 2020          |
| 16818                    | Ee 97 85 1 961 818 | 20. Nov. 1980 | Apr. 2005          |
| 16819                    | Ee 97 85 1 961 819 | 16. Okt. 1980 | Juni 2008          |
| 16820                    | Ee 97 85 1 961 820 | 25. Sep. 1980 | Juli 2020          |

Die letzten vier Lokomotiven wurden im Frühling 2021 zur Verschrottung nach Kaiseraugst überführt. Es gibt keine erhaltene Maschine dieses Typs.